# Station Boreczek
Station Boreczek is een spoorwegstation in de Poolse plaats Boreczek.